# Битва при Цайши
Битва при Цайши — масштабна воєнно-морська сутичка в період Суно-цзінських воєн, яка відбувалась 26-27 листопада 1161 року. Солдати під командуванням Ваньянь Ляна, імператора династії Цзінь, спробували перетнути річку Янцзи, щоб напасти на імперію Сун. Юй Юньвень керував армією Сун. Воєнні бойові кораблі Сун, оснащені трибушетами, які запускали запальні бомби з пороху та вапна, рішуче перемогли легкі кораблі чжурчженів.
Перемога китайців психологічно та морально укріпила населення півдня Китаю, стабілізувала південну династію і забезпечила безперервний розвиток китайської, а отже і «ортодоксальної» традиції. Битва пригнітила чжурчжень настільки, що вони більше не вживали серйозних спроб щодо під'єднання Китаю.

## Передумови
У період з 960 по 1276 роки Китаєм правила династія Сун. Їхніми північними сусідами були чжурчжені, конфедерація напіваграрних племен з Маньчжурії в північно-східній Азії. В той час коли династія Сун і чжурчжені були воєнними союзниками, племена чжурчженів, об'єднані під владою Ваньянь Агуди, задумали повстання, щоб покласти край васалізації під киданською династією Ляо. В 1115 році Агуда заснував династію Цзінь і прийняв титул імператора. Династії Цзінь та Сун обговорили умови нападу на державу киданів. Вони запланували атаку на 1121 рік, але згодом перенесли її. Тож, в 1122 р. чжурчжені захопили Верховну та Західну столиці імперії Ляо. А от Сунам не вдалось окупувати Південну столицю (нині Пекін), яка в результаті упала під династією Цзінь. Воєнна слабкість династії Сун дала чжурчженям більше важелів дипломатичного впливу. Переговори між двома династіями привели до укладання договору в 1123 році, але двосторонні відносини погіршилися через територіальні суперечки щодо Шістнадцяти округів. В 1125 році чжурчжені вторглися в імперію Сун.
До 1127 року чжурчжені завоювали більшу частину півночі Китаю і двічі брали в облогу сунську столицю Кайфен. У другій облозі Кайфену був захоплений імператор Цзінь-цзун. Чжурчжені взяли в заручники його та всю сунську королівську родину. Представники Сунської династії, яким вдалось врятуватись, втекли на південь, де спочатку встановили тимчасову столицю в Шанцю, а потім в Ханчжоу у 1129 році. Перехід південної столиці в Ханчжоу сигналізує про перехід від епохи Північної Сун до Південної. Молодший брат Цзінь-цзуна, принц Чжао Гоу, вступив на престол як наступник Цзінь-цзуна в південній столиці у 1127 році; він посмертно відомий як імператор Гао-цзун. Чжурчженський генерал Ваньянь Учжу перетнув ріку Янцзи і в 1130 році спробував викрасти Гао-цзуна, але імператору вдалося втекти. Генерал Учжу відступив на північ, де він відбив більш потужний сунський флот, яким керував Хан Шичжун
Чжурчжені наполегливо продовжували просування рештою територій Сунів на південь від Янцзи. Тут вони зіштовхнулися з повстанням лоялістів Сун на півночі та повідомленням про загибель сунських воєнних лідерів, серед який Юе Фей. Чжурчжені створили маріонеткову державу Да Ці, яка слугувала б буферною територією між Цзінь та Сун, але Ці в підсумку не змогла перемогти Сун. Чжурчжені скасували Ці у 1137 році. Мирні перемовини відновилися після відмови Цзінь завойовувати Сун. У 1142 році було підписано мирний договір, що увійшов в історію під назвою Шаосінь. За цим договором було визначено кордон між двома державами уздовж ріки Хуанхе. Крім цього, зазначено про заборону Сун купівлі коней у Цзінь, але контрабандна торгівля все ж продовжилась на прикордонних ринках. Відносини між двома державами були стабільно спокійними в проміжку з 1142 до 1161 років, коли Ваньань Лян пішов на війну.

## Підготовка до війни
Ваньань Лян був коронований імператором Цзінь у 1150 році після вбивства свого двоюрідного брата та попередника, імператора Сі-цзуна, у палацовому перевороті. Ваньань Лян вважав себе більш загально китайським правителем, аніж лідером чжурчженів, який міг керувати через племінну раду. Цзінь-ши (офіційна історія династії Цзінь) стверджує, що Ваньань поділився зі своїми чиновниками, що має три бажання життя — завоювання, абсолютна влада та жінки. Його кінцева мета — правити усім Китаєм, а не лише північним. В дитинстві Ваньань Лян навчився церемонії чаювання у послів із Сун, і коли він став імператором, то почав впроваджувати політику китаїзації Цзінь. Він перемістив Верховну столицю Цзінь із провінції Хуейнінфу, що в Маньчжурії, в Пекін. Він також перемістив державні установи на південь, зруйнував палаци вождів у Маньчжурії та побудував нові палаци в Пекіні і Кайфені. Ваньань Лян планував переміщати свою столицю на південь в центр Китаю. Такі будівельні проекти виснажили Цзінську скарбницю.
Плани щодо війни проти Сун з'явилися ще в 1157 році. У цьому році Ваньань Лян стверджував, що Сун порушила договір 1142 року, який заборонив їм купувати коней. У 1159 році він почав організовувати армію у рамках підготовки до вторгнення. Він закупив зброю, яку зберігав у Пекіні, а також коней, яких ймовірно налічувалось 560 000. Ваньань Лян розумів, що для вдале вторгнення в Сун потребуватиме великої кількості людських ресурсів. Він забезпечив підготовку китайських солдат, аби вони були залучені до спільних воєнних зусиль разом із чжурчженями. Рекрутський набір тривав до 1161 року. Зіткнення флотом також були вірогідними, оскільки Цзіни планували переправлятись рікою. На кораблі, захоплені на війну, було покликано 30 000 новобранців. Ваньань Лян схвалив рішення про будівництво кораблів для війни у березні 1159 року. Будівництво розпочалося в префектурі Тун (通) недалеко від Пекіна. Ваньань Лян призначив себе головою армії і взяв під особисте командування сили чжурчжень. Проект був непопулярним. Через нього спалахнули повстань, багато з яких у провінціях Цзінь, що є сусідніми з Сун. Але Ваньань Лян не допускав інакомислення. Яскравим підтвердження цього є той факт, що він стратив свою мачуху після того, як дізнався про її критичне ставлення щодо його воєнних зусиль.
Для того щоб усунути будь-які виклики проти легітимності імператора єдиного Китаю, Ваньань Лян приказав стратити всіх чоловіків династій Сун і Ляо, що проживали на території Цзінь. Страти 130 членів королівських кланів виявились непопулярними, і племена киданів незабаром повстали в Маньчжурії. Вони відмовились від призову до армії, пояснюючи це тим, що таким чином батьківщина киданів залишиться незахищеною від степовиків. Тож, Ваньань Лян відкинув їхні вимоги, і повстанці-кидані у відповідь вбили декількох чжурчженських чиновників. Існувало кілька варіантів розповсюдження повстання на ширші території. Це могло відбуватися, якби дії керувались з колишньої столиці Ляо Шанзціну або коли б кидані перемістились з Маньчжурії до Середньої Азії. За таких умов, Ваньань Лян був змушений перенаправити всі свої ресурси і людей на придушення заколоту.
Дипломатичні обміни між Цзінь та Сун відбувалися і в період, що передував війні. «Історія Сун» стверджує, що Сун зрозуміла про підготовку нападу Цзінь, коли помітили нетактовну поведінку одного із цзінських дипломаті. Деякі урядові особи Сун передбачили війну, що впевнено насувається, але імператор Гаодзун сподівався на збереження мирних відносин зі своїми північними сусідами. Через його небажання уживати заходів щодо невтішних передбачень своїх радників було затримано укріплення кордонів імперії Сун. У 1161 році Суни змогли швидко побудували лише три воєнні гарнізони. 15 жовтня 1161 року Ваньань Лян покинув Кайфен. Наступ складався із чотирьох армій. Чжурчжені перейшли ріку Хуанхе 28 жовтня, просуваючись вглиб Сун. Опір Сун був мінімальний, оскільки вони укріпили не Хуанхе, а південний берег Янцзи.

## Морський бій
Армія Ваньаня Ляна розмістила свій табір поблизу Янчжоу, або на північному березі ріки Янцзи. Просування чжурчженів було затримано перемогами Сун на заході, де Сун захопила відразу декілька префектур Цзінь. Ваньань Лян наказав своїм військам перетнути Янцзи в Цайши, на південь від міста Нанкін. 26 і 27 листопада відбулося воєнне зіткнення між Цзінь і Сун. Війська Сун очолив Юй Юньвень — вчений-чиновник — і його лейтенанти Дай Гао, Цзянь Кан, Ши Джун та ін. Юй, що був укладачем документу Секретаріату (中書舍人), перебував у Цайши, розподіляючи нагороди серед бійців армії, які були відібрані за видатну службу; те, що його приїзд збігся з кампанією Ваньяна, абсолютна випадковість. Коли він вперше прибув, сили сунської армії були розсіяні і позбавлені будь-якого центрального лідера. Юй прийняв командування і побудував згуртовану армію. Чжурчжені здійснили ритуальне жертвоприношення коней за день до битви. 26 листопада війська Цзінь вийшли із берега Янцзи і вступили в бій із сунським флотом. Деякі із кораблів, на яких чжерчжені висаджувались, були збудовані вкрай неякісно. Крім того, флот Цзінь втратив декілька кораблів в Ляньшань, де вони загрузли на мілині озера, переправляючись до Великого китайського каналу. Ваньянь Лян наказав побудувати більше кораблів, щоб компенсувати сили тих кораблів, що досі залишалися на мілині Ляньшань. Одна із розповідей говорить, що кораблі були побудовані за два тижні із матеріалу, переробленого зі зруйнованих будівель. Нестача судів і низька якість матеріалу не дозволили Цзінь переправляти більше необхідних для війни з Сун ресурсів.
Воєнна відповідь Сун виявилась потужнішою, ніж очікував Ваньянь. Бойові кораблі Сун могли рухатись значно швидше, ніж кораблі чжурчженів. Сун зберегли свій флот, сховавши його за островом Цібао Шань. Суди мали покинути острів одразу як тільки вершник-розвідник подасть сигнал про наближення кораблів Цзінь взмахуванням прапорцем на вершині острова. Як тільки прапорець став видимим, флот Сун розпочали атаку. Суньські солдати задіяли требушети, якими запускали запальні «громові бомби» та інші вибухові матеріали, що містили вапно та сірку і викликали отруйний вибух. Деякі солдати Цзінь змогли перебратись на інший берег Янцзи, але і з протилежного берега їх атакували суни. Таким чином, Сун здобула вирішальну перемогу. Наступний день для Цзінь теж завершився поразкою. Після чергової поразки Ваньянь Лян відступив у Янчжоу, де був вбитий, перш ніж встиг закінчити підготовку до другого переправлення.

## Воєнна та морська техніка
Облік технологічних можливостей Сун детально наведено у книзі Ян Ванлі «Rhapsodic Ode on the Sea-eel Paddle Wheel Warships» (Hai Qiu Fu).
Бомби виявились дуже ефективними у воєнно-морській війні.
«Раптово були відпущені громові бомби. Вони спускались з повітря, і зустрічаючись з водою, підривався звук, схожий на грім, вибухала сірка. Картонна коробка відскочила і розбилася, розсіявши вапно, утворюючи туманний дим, який засліплює очі людей і коней, щоб вони нічого не бачили. Потім наші кораблі пішли вперед, щоб напасти на них, і їх люди і коні були потоплені, так що вони були повністю переможеними».
У битві при Цайши флот Сун складав 340 кораблів. В арсеналі Сун були трибушети, їх використовували для бомбардування кораблів Цзінь запальними бомбами, які складалися із суміші пороху, вапна, уламків заліза і миш'якової отрути. Повідомлення про те, що вибух бомби супроводжувався гучним звуком може свідчити про те, що склад нітратів був доволі високим, щоб створити такий вибух.
Чжурчжені призвали тисячі ковалів для того, щоб викувати достатню кількість броні та зброї флоту, а робочі викопали необхідний для транспортування кораблів канал. Цзінь бронювали свої легкі кораблі товстими шкірами носорога. На нижній палубі корабля розташовувались гребці, відповідальні за греблю, а солдати на верхній палубі могли стріляти із ракетної зброї. Було побудовано три різних варіантів воєнних кораблів. Декілька кораблів загрузли в Ляньшань, а кораблі, збудовані для їх заміни, мали низьку якість. Цзінський флот не зміг перемогти більш потужні та швидкі кораблі Сун.
Битва мала значний вплив у технологічній історії флоту Сун. Технологічні досягнення забезпечили Сун доступ до Східного китайського моря, де вони конкурували зі своїми суперниками монголами і Цзінь. Інженер Гао Сюань придумав корабель, обладнаний одинадцятьма колесами і веслами на кожному боці, а інший інженер Кін Шифу у 1203 році розробив залізну обшивку для бронювання кораблів. Всі ці досягнення сприяли швидкому збільшенню сили Сун.